# Miguel Peralta (militar)
Miguel Peralta Donjuán fue un militar que participó en la Revolución mexicana. Nació en Chilpancingo, Guerrero, el 9 de septiembre de 1889, siendo hijo de Miguel Peralta y de Casimira Donjuán. Estudió en el Seminario Teológico Presbisteriano, en Coyoacán, Distrito Federal, y llegó a ser ministro evangélico. Participó en la Revolución desde 1913 con los constitucionalistas. Fue gobernador interino de Guanajuato en 1915 y diputado federal en la XXVII Legislatura; fue jefe del Estado Mayor del Gral. Benjamín Hill, oficial mayor de la Secretaría de Guerra y Marina en 1919. Asesinó él mismo al general Juan M. Banderas "El Agachado", en las puertas de la pastelería "El Globo", el 10 de febrero de 1918 por una discusión que habían tenido anteriormente en el congreso general, fue procesado y absuelto por su fuero. En 1922 representó a México en Perú y un año después fue director del Colegio Militar. En 1927, siendo general de brigada, apoyó la candidatura del general Serrano. Murió asesinado en Huitzilac, junto con el general Francisco R. Serrano y doce colaboradores cercanos, entre los cuales se encontraba su hermano, el también general Daniel Peralta, el lunes 3 de octubre de 1927.